# Викрам, Йёрг
Йёрг Викрам (нем. Jörg Wickram; около 1505, Кольмар, Эльзас — до 1562, Фогтсбург (Кайзерштуль)) — немецкий мейстерзингер, писатель, переводчик XVI века. Создавал свои произведения на раннем диалекте верхненемецкого языка.

## Биография
Незаконнорождённый сын председателя Совета Кольмара, представителя патрицианского рода.
Долго жил и работал ремесленником-ювелиром в Кольмаре. В 1546 году основал там школу мейстерзингеров. В 1555 году покинул родной город и переехал в Биркхайм, где стал клерком-синдиком.
Главная заслуга Й. Викрама — издание старинных рукописей, тщательно им самим исправленных.
Автор романов оригинальных до такой степени, что его можно с полным правом считать отцом немецкого романа. Он освободился от французских средневековых традиций и предоставил растущей немецкой буржуазии привилегированное средство выражения.

## Избранные произведения
(Названия в современном написании)
- Spiel von den zehn Altern, 1531
- Der treu Eckart 1532
- Das Narrengießen, 1537/1538
- Ritter Galmy, 1539
- Das Spiel von dem verlorenen Sohn, 1540
- Historie von Reinhart und Gabriotto, 1551
- Von der Trunkenheit, 1551
- History von dem Anfang und Aussgang der brinnende Liebe, 1551
- Des jungen Knaben Spiegel, 1554
- Rollwagenbüchlein, 1555
- Von guten und bösen Nachbarn, 1556
- Der irreitend Bilger, 1557
- Die sieben Hauptlaster, 1556/57
- Goldtfaden, 1557
- Der treue Eckart (пьеса, 1558)

Автор напечатанного после смерти автора большой рассказ: «Der Goldfaden», положивший начало немецкому роману (1567; 2 изд., 1809).
В 1545 году издал перевод в стихах Альбрехта фон Гальберштадта «Метаморфоз» Овидия.